# Platylepis xerostele
Platylepis xerostele är en orkidéart som beskrevs av Paul Ormerod. Platylepis xerostele ingår i släktet Platylepis och familjen orkidéer.
Artens utbredningsområde är Kamerun. Inga underarter finns listade i Catalogue of Life.